# Hatton (Dakota del Norte)
Hatton es una ciudad ubicada en el condado de Traill en el estado estadounidense de Dakota del Norte. En el censo de 2010 tenía una población de 777 habitantes y una densidad poblacional de 490,2 personas por km².

## Geografía
Hatton se encuentra ubicada en las coordenadas 47°38′13″N 97°27′32″O / 47.63694, -97.45889. Según la Oficina del Censo de los Estados Unidos, Hatton tiene una superficie total de 1.59 km², de la cual 1.59 km² corresponden a tierra firme y (0%) 0 km² es agua.

## Demografía
Según el censo de 2010, había 777 personas residiendo en Hatton. La densidad de población era de 490,2 hab./km². De los 777 habitantes, Hatton estaba compuesto por el 97.55% blancos, el 0% eran afroamericanos, el 0.39% eran amerindios, el 0.13% eran asiáticos, el 0% eran isleños del Pacífico, el 0% eran de otras razas y el 1.93% pertenecían a dos o más razas. Del total de la población el 2.06% eran hispanos o latinos de cualquier raza.